# Белопруга ласица
Белопруга ласица или пругаста ласица (лат. Mustela strigidorsa) је сисар из рода ласица (Mustela) породице куна (Mustelidae) и реда звери. Име је добила по дугачкој белој прузи на леђима.

## Распрострањење
Врста има станиште у Вијетнаму, Индији, Кини, Лаосу, Мјанмару и Тајланду.

## Станиште
Белопруга ласица (Mustela strigidorsa) претежно насељава станишта у шумовитим планинским областима на надморској висини већој од 1.000 метара.

## Угроженост
Ова врста није угрожена, и наведена је као последња брига јер има широко распрострањење.

## Популациони тренд
Популациони тренд је за ову врсту непознат.